# نادين سييرا
نادين سييرا (بالإنجليزية: Nadine Sierra)‏ هي مغنية ومغنية أوبرا أمريكية، ولدت في 14 مايو 1988 في فورت لودرديل في الولايات المتحدة.